# Ponta do Seixas

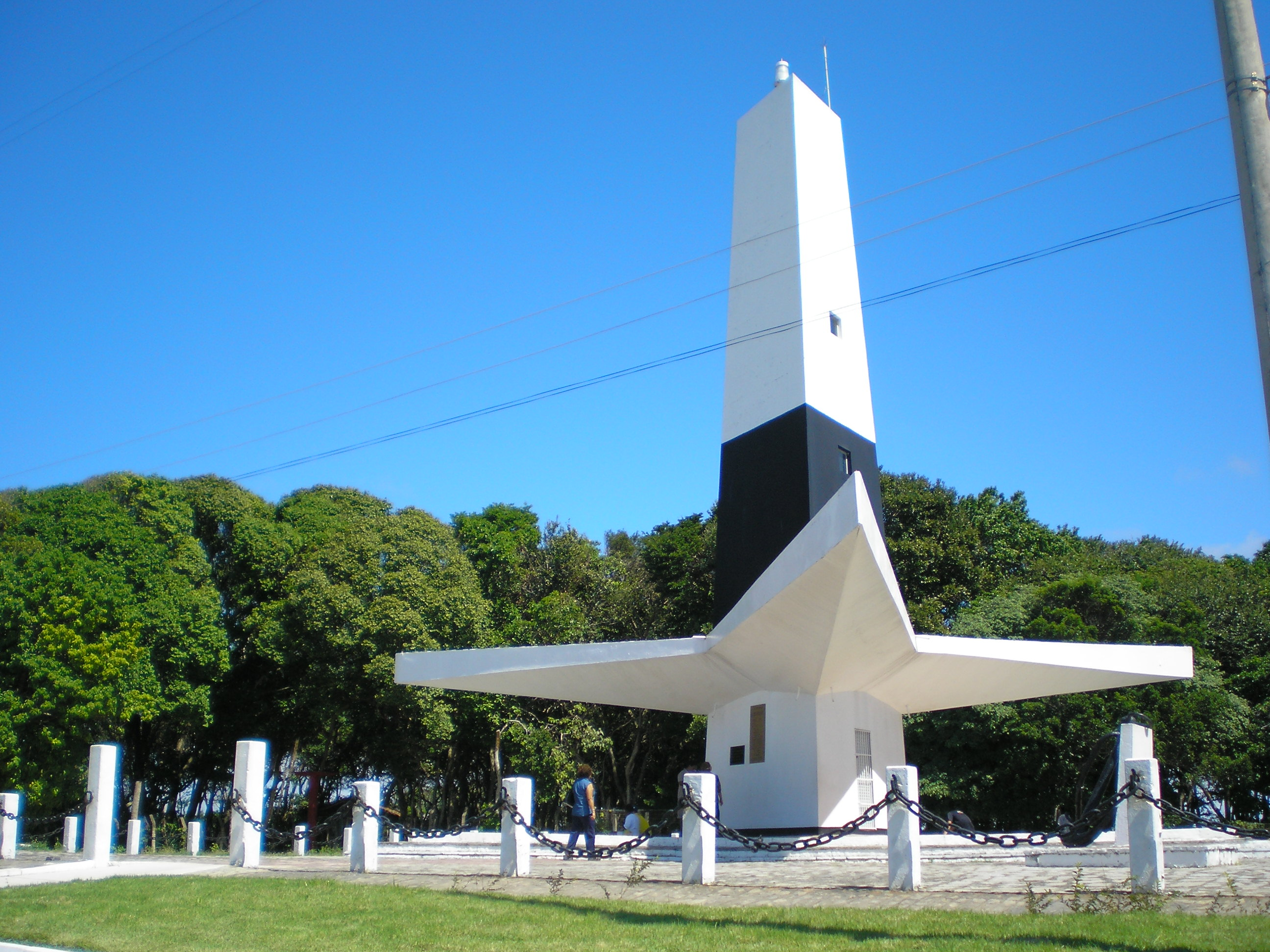
Maják

Ponta do Seixas nebo také Cabo Branco je nejvýchodnější bod americké pevniny. Leží asi osm kilometrů jihovýchodně od brazilského města João Pessoa. Mys je tvořen písečnou pláží, na nedaleké vyvýšenině se nachází 40 metrů vysoký maják Farol do Cabo Branco, postavený v roce 1972.